# AzTV
La Televisione dell'Azerbaigian (azero: Azərbaycan Televiziyası, sigla AzTV) è l'azienda televisiva pubblica dell'Azerbaigian, ed ha iniziato le trasmissioni il 14 febbraio 1956.

Possiede tre canali televisivi, AzTV, İdman Azərbaycan Televiziyası e Mədəniyyət Televiziyası.
E possibile vedere solo sul territorio azero la UEFA Champions League e l'UEFA Europa League e i più importanti campionati di calcio al mondo tra i primi 5 in Europa come la Premier League.